# Stammheim – Zeit des Terrors
Stammheim – Zeit des Terrors ist ein deutscher dokumentarischer Fernsehfilm (Dokudrama) von Niki Stein und Stefan Aust aus dem Jahr 2025. Das 90-minütige Werk beleuchtet den Stammheim-Prozess gegen die Führungsriege der Rote-Armee-Fraktion sowie den Gefängnisalltag von Andreas Baader, Gudrun Ensslin, Ulrike Meinhof und Jan-Carl Raspe. Die Fernsehpremiere fand am 19. Mai 2025 im Rahmen eines Programmschwerpunkts zum 50. Jahrestag des Prozessbeginns im Ersten statt.

## Handlung
Das Dokudrama setzt am 21. Mai 1975 mit der spektakulären Ankunft von Ulrike Meinhof und Gudrun Ensslin im Hochsicherheitstrakt der JVA Stuttgart-Stammheim ein.
Im Folgenden fokussiert der Film den streng überwachten Alltag der vier Hauptgefangenen Andreas Baader, Gudrun Ensslin, Ulrike Meinhof und Jan-Carl Raspe. Es folgen gemeinsame „WG-Momente“ in ihren Zellen, hitzige Debatten über Strategie-Papiere, heimliche Kassiber, den Schmuggel von Platten und Radios sowie Hungerstreiks, die in Zwangsernährung münden. Baader und Ensslin drangsalieren Meinhof permanent; Raspe dient ihr als einziger wirklicher Gesprächspartner.
Parallel dazu werden die wichtigsten Stationen des Stammheim-Prozesses im eigens errichteten Gerichtssaal neben dem Gefängnis rekonstruiert. Original-Tonbandmitschnitte und Wortprotokolle untermalen die nachgestellten Szenen: von der Anklageverlesung bis zur Urteilsverkündung am 28. April 1977, bei der Baader, Ensslin und Raspe zu lebenslanger Haft verurteilt werden.
Eine zweite Zeitebene führt in den parlamentarischen Untersuchungsausschuss der Jahre 1977/78: Hier sagt Horst Bubeck als Schlüsselfigur über Haftbedingungen, Hungerstreiks und die Abhöraffäre aus. Diese Ereignisse werden bis zur Todesnacht von Stammheim aufgerollt.
Um den Gefängnisstoff historisch einzuordnen, schneidet das Dokudrama regelmäßig zu den Gewalttaten der zweiten RAF-Generation: der Geiselnahme von Stockholm (1975), den Morden an Generalbundesanwalt Siegfried Buback und Bankier Jürgen Ponto sowie der Entführung Hanns Martin Schleyers und der „Landshut“ (1977).
Am 8. Mai 1976 entdeckt das Wachpersonal Meinhof erhängt in ihrer Zelle; der Staat spricht von Suizid, die RAF von Mord. Der Film portraitiert Meinhof als psychisch zermürbte Außenseiterin, die unter dem internen Psychoterror ihrer Genossen zusammenbricht.
Nachdem die Entführung der „Landshut“ am 18. Oktober 1977 gescheitert ist, zeigt der Film die Todesnacht von Stammheim: Baader erschießt sich, Ensslin erhängt sich, Raspe richtet sich mit einer Pistole hin. Eine Einblendung weist darauf hin, dass bis heute umstritten ist, ob die Zellen in dieser Nacht abgehört wurden.

## Hintergrund
Die Dreharbeiten fanden vom 23. Mai 2024 bis zum 12. Juni 2024 im mittlerweile stillgelegten siebten Stock der JVA Stuttgart-Stammheim statt; exakt dort, wo Baader, Ensslin, Meinhof und Raspe tatsächlich einsaßen. Produziert wurde der Film von Spiegel TV im Auftrag des SWR, NDR und rbb zum 50. Jahrestag des Stammheim-Prozessbeginns (21. Mai 1975).
Als dramaturgische Grundlage für zahlreiche Dialoge dienten Tonbandmitschnitte des Stammheim-Prozesses, die 2019 zufällig in einem Archivschrank des Oberlandesgerichts Stuttgart wiederentdeckt wurden. Stein und Aust werteten außerdem originale Kassiber und Zellen-Inventarlisten aus.
Im Gegensatz zu früheren Spielfilmen wie Stammheim (1986) legt Stammheim – Zeit des Terrors den Schwerpunkt auf interne Machtstrukturen der RAF, Hungerstreiks und das Verhältnis sowie die Interaktion zu Vollzugsbeamten.

## Rezeption

### Kritiken
Michael Hanfeld urteilte in der FAZ, das Dokudrama sei ein „dicht gewobenes Knast-Kammerspiel“, das den Terror „eindringlich“ und mit „nüchternem Blick“ vergegenwärtige. Willi Winkler bezeichnete den Film in der Süddeutschen Zeitung als „Kammerspiel in der Gefängniszelle“, das die RAF-Thematik konzentriert und zugänglich aufarbeite.
Oliver Armknecht vergab auf film-rezensionen.de fünf von zehn Punkten. Das nüchtern gehaltene Drama konzentriere sich auf die Menschen und ihre Verhältnisse. Das sei prinzipiell ein spannender Ansatz, nur so richtig viel erfahre man dabei nicht.
Thomas Gehringer bewertete die Produktion auf tittelbach.tv mit vier von sechs Sternen. Trotz einiger starker Schauspielleistungen (Stangenberg, Nekrasov, Führmann) und einer zeitgemäßen Inszenierung am Originalschauplatz stelle sich die Frage, warum es diesen Film nun unbedingt auch noch braucht.